# Deana Martin
Deana Martin é uma cantora Norte-Americana nascida em Nova Iorque, filha de Dean Martin.

## Cinema e televisão
Deana Martin nasceu em Manhattan, porém ela se mudou para Beverly Hills, Califórnia, com sua família quando tinha apenas um ano de idade. Mais tarde, ela foi morar com o pai e sua segunda esposa, Jeanne Biegger.
Em algum momento, Martin foi para o Dartington College of Arts no Reino Unido. Alguns de suas participações nos teatros do colégio foi Romeu e Julieta, A Taste of Honey, The Taming of the Shrew, Hamlet. Deana Martin acabou co-estrelando ao lado de George Hamilton e Jimmy Boyd, na turnê de Broadway na peça Star Spangled Girl de Neil Simon. Também faz parte de seus outros papéis: Espere até o escuro, 6 Rms Riv Vu, Um tiro no escuro e O túnel do amor. A estreia de Deana Martin no cinema foi em Young Billy Young, junto também de Robert Mitchum, David Carradine eAngie Dickinson. Essa estreia em Young Billy Young fez de Deana desenvolver sua carreira cinemática, pois mais tarde ela interpretou papéis nos filmes Strangers at Sunrise com auxílio de George Montgomery e A Voice in the Night com auxílio de Vito Scotti.
Em 1966, ela fez sua estreia na televisão no The Dean Martin Show, de seu pai. Deana era uma convidada frequente, atuando em números musicais e de comédia com uma grande variedade de artistas, incluindo o famoso Frank Sinatra.
Consequentemente, ela apareceu no A&E Biography, Access Hollywood, CBS Sunday Morning, Country Music Television, E! Entertainment Television, Entertainment Tonight, Larry King Live, Live with Regis & Kelly, Sky Italia, The Bonnie Hunt Show, The Monkees, The Today Show, The Tony Danza Show, The Big Breakfast, Bruce Forsyth On Vegas. Ela hospedou The Deana Martin Show por quatro temporadas.
Em 2003, Martin apareceu com Jerry Lewis no The Jerry Lewis MDA Labor Day Telethon. Martin e Lewis cantaram "Time After Time".
Desde 2021, Martin apresentou Dean e Deana Martin's Nightcap no WABC-770 AM em Nova York.

## Carreira Musical
Ela começou sua carreira de gravação de música com o produtor Lee Hazlewood na Reprise Records. Algumas de suas primeiras gravações incluíram seu hit de música country, Girl of the Month Club, quando ela era adolescente. Outras músicas incluem When He Remember Me, Baby I See You e The Bottom of My Mind, todas gravadas durante os anos 1960. Nesses discos ela tocou com Musicians from the Wrecking Crew, e também Glen Campbell.
Memories Are Made Of This, foi sua outra música, lançada em 2006. Ela fazia alguns covers das músicas de seu pai Dean Martin, incluindo a versão de Everybody Loves Somebody, That’s Amore, Just Bummin ’Around e For Your Love escrita por sua mãe Batty Martin. Ela cantou junto de Jerry Lewis no Time After Time. Seu álbum foi produzido pelo próprio marido John Griffeth e alcançou a parada do iTunes Top 10, continuou no top por 40 semanas durante os anos de 2006 e 2007.